# Misumenops ocellatus
Misumenops ocellatus là một loài nhện trong họ Thomisidae.
Loài này thuộc chi Misumenops. Misumenops ocellatus được Albert Tullgren miêu tả năm 1905.